# Катарина Саксонска (1421 – 1476)
Вижте пояснителната страница за други личности с името Катарина Саксонска.
Катарина Саксонска (на немски: Katharina von Sachsen, * 1421, † 23 август 1476 в Берлин) от род Ветини е принцеса на Саксония и чрез женитба курфюрстиня на Бранденбург (1441-1470).
Тя е втората дъщеря на курфюрст Фридрих I от Саксония (1370–1428) и Катарина (1395–1442), дъщеря на херцог Хайнрих I от Брауншвайг.
Катарина се омъжва на 11 юни 1446 г. във Витенберг за курфюрст Фридрих II „Железния“ от Бранденбург (1413–1471) от род Хоенцолерн, маркграф и курфюрст на Бранденбург. Двамата имат 3 деца:
- Доротея (1446–1519), ∞ 1464 херцог Йохан IV от Саксония-Лауенбург (1439–1507)
- Маргарета (1449/50–1489), ∞ 1477 херцог Богислав X от Померания (1454–1523)
- Йохан (ок. 1452–1454)

Фридрих има множество афери и незаконен син, предава 1470 г. след безуспешни боеве против померанските херцози, управлението на брат си Албрехт Ахилес и се оттегля в замъка Пласенбург. Последните си години те живеят разделени, той във Франкония, а тя в Бранденбург. Катарина умира на 23 август 1476 в Берлин.